# Acalypha codonocalyx
Acalypha codonocalyx är en törelväxtart som beskrevs av Henri Ernest Baillon. Acalypha codonocalyx ingår i släktet akalyfor, och familjen törelväxter. Inga underarter finns listade i Catalogue of Life.